# Родригес, Эмджей
Микаэла Антония Джае «Эмдже́й» Родри́гес (англ. Michaela Antonia Jaé «Mj» Rodriguez; род. 7 января 1991) — американская актриса и певица. Наибольшую известность ей принесла роль Бланки Родригес-Евангелисты в сериале «Поза» (2018—2020).

## Ранние годы
Родригес родилась в Ньюарке, штат Нью-Джерси, в семье матери-афроамериканки и отца-пуэрториканца. Когда ей было 11 лет, мать записала её в Центр исполнительских искусств Нью-Джерси. Родригес окончила старшую школу искусств Нью-Джерси, после чего поступила в Музыкальный колледж Беркли.

## Карьера
Будучи студенткой первого курса колледжа, Родригес получила роль Эйнджела в офф-бродвейской постановке «Богема», принёсшей ей премию Клайва Барнса. После завершения показов мюзикла в 2012 году, она начала процесс трансгендерного перехода. Родригес имела гостевые роли в сериалах «Сестра Джеки», «Дневники Кэрри» и «Люк Кейдж», прежде чем получила первую крупную роль в фильме «Субботняя церковь», ставшим её кинодебютом, а также принёсшем ей номинацию на награду кинофестиваля «Трайбека» за лучшую женскую роль.
С 2018 по 2021 год Родригес исполняла одну из главных ролей в сериале «Поза», принёсшей ей похвалу от критиков, а также ряд наград. За свою работу в финальном сезоне шоу она получила номинацию на прайм-тайм премию «Эмми» в категории «Лучшая женская роль в драматическом телесериале», став первой трансгендерной актрисой, номинированной на премию в главной категории.
В ноябре 2019 года Родригес подписала контракт с косметической линией Olay.

## Личная жизнь
Родригес — трансгендерная женщина. Она выбрала имя Эмджей в честь героини Мэри Джейн «ЭмДжей» Уотсон — оно также является сокращением её урождённого имени. По её словам, она молилась стать женщиной с семи лет, однако на протяжении многих лет находилась в отрицании собственной трансгендерности, и изначально совершила каминг-аут перед семьёй как «бисексуал/гей», когда ей было 14 лет.

## Фильмография

### Кино
| Год  | Русское название                                   | Оригинальное название             | Роль     | Примечания             |
| ---- | -------------------------------------------------- | --------------------------------- | -------- | ---------------------- |
| 2014 | Дорогая Паулина Джин                               | Dear Pauline Jean                 | ЭмДжей   | Короткометражный фильм |
| 2017 | Субботняя церковь                                  | Saturday Church                   | Эбони    |                        |
| 2017 | Булочка в духовке                                  | Bun in the Oven                   | Берта    | Короткометражный фильм |
| 2018 | Джема                                              | Gema                              | Джема    | Короткометражный фильм |
| 2018 | Крупный куш                                        | The Big Take                      | Робин    |                        |
| 2019 | Адам                                               | Adam                              | Эмма     |                        |
| 2020 | Разоблачение: Жизнь трансгендерных людей на экране | Disclosure: Trans Lives on Screen | она сама | Документальный фильм   |
| 2021 | Тик-так, бум!                                      | Tick, Tick... Boom!               | Кэролин  | Музыкальный фильм      |

### Телевидение
| Год       | Русское название | Оригинальное название | Роль                        | Примечания                   |
| --------- | ---------------- | --------------------- | --------------------------- | ---------------------------- |
| 2012      | Сестра Джеки     | Nurse Jackie          | Лонна                       | Эпизод: «No-Kimono-Zone»     |
| 2013      | Дневники Кэрри   | The Carrie Diaries    | посетитель клуба #2         | Эпизод: «Read Before Use»    |
| 2016      |                  | [Blank] My Life       | Керри                       | Эпизод: «Mr. Owl»            |
| 2016      | Люк Кейдж        | Luke Cage             | Сестра                      | Эпизод: «Manifest»           |
| 2018—2021 | Поза             | Pose                  | Бланка Родригес-Евангелиста | Регулярная роль, 25 эпизодов |

## Театр
| Год       | Русское название                 | Оригинальное название            | Роль        | Примечания  |
| --------- | -------------------------------- | -------------------------------- | ----------- | ----------- |
| 2011—2012 | Богема                           | Rent                             | Эйнджел     | Офф-Бродвей |
| 2016      | Беглецы                          | Runaways                         | Пикси       | Офф-Бродвей |
| 2016      | Уличные дети                     | Street Children                  | Джина       | Офф-Бродвей |
| 2017      | Транс-сценарии: Часть 1, женщины | Trans Scripts: Part 1, The Women | Луна        | Офф-Бродвей |
| 2017      | Гореть всю ночь                  | Burn All Night                   | исполнитель |             |
| 2019      | Магазинчик ужасов                | Little Shop of Horrors           | Одри        |             |

## Награды и номинации
| Год  | Ассоциация                            | Категория                                       | Работа            | Результат |
| ---- | ------------------------------------- | ----------------------------------------------- | ----------------- | --------- |
| 2011 | Премия Клайва Барнса                  | N/A                                             | Богема            | Победа    |
| 2017 | Премия кинофестиваля «Трайбека»       | Лучшая актриса                                  | Субботняя церковь | Номинация |
| 2019 | Премия «Дориан»                       | Телевизионный музыкальный момент года           | Поза              | Победа    |
| 2019 | Премия «Дориан»                       | Восходящая звезда года                          | Поза              | Номинация |
| 2019 | MTV Movie & TV Awards                 | Прорыв года                                     | Поза              | Номинация |
| 2019 | Премия «Imagen»                       | Лучшая актриса на телевидении                   | Поза              | Победа    |
| 2020 | Премия «Выбор телевизионных критиков» | Лучшая женская роль в драматическом телесериале | Поза              | Номинация |
| 2021 | Прайм-таймовая премия «Эмми»          | Лучшая женская роль в драматическом телесериале | Поза              | Номинация |
| 2022 | Золотой глобус                        | Лучшая актриса в телесериале (драма)            | Поза              | Победа    |